# زیلوکاسترو
زیلوکاسترو (به لاتین: Xylokastro) یک شهرک در یونان است که در Xylokastro-Evrostina Municipality واقع شده‌است.

## خواهرخوانده
شهر فورت خواهرخواندهٔ زیلوکاسترو هست.